# Resolució 1783 del Consell de Seguretat de les Nacions Unides
La Resolució 1783 del Consell de Seguretat de les Nacions Unides, adoptada per unanimitat el 31 d'octubre de 2007 després de reafirmar totes les resolucions anteriors del Sàhara Occidental, el consell va ampliar el mandat de la Missió de Nacions Unides pel Referèndum al Sàhara Occidental (MINURSO) per dosis mesos fins al 30 d'abril de 2008.

## Resolució
El Consell, prenent nota de les dues rondes de negociacions realitzades sota els auspicis del Secretari General i acollint amb satisfacció els progressos realitzats per les parts per iniciar negociacions directes, va instar a les parts a continuar aquestes negociacions sense condicions prèvies i de bona fe amb vista d'aconseguir una solució política justa, duradora i mútuament acceptable, que permeti l'autodeterminació de la població del Sàhara Occidental en el marc de disposicions coherents amb els principis i propòsits de la Carta de les Nacions Unides.
El Consell convidava els Estats membres a prestar assistència adequada a les converses i els va demanar que consideressin contribucions voluntàries per finançar mesures de foment de la confiança que permetessin un major contacte entre familiars separats, així com altres mesures que es poguessin acordar entre les parts.
Abans de la votació, el representant de Sud-àfrica va expressar la seva desil·lusió que la resolució no mencionés les violacions dels drets humans al Sàhara Occidental, malgrat que el secretari general demana a les parts que continuïn dialogant amb l'Oficina de l'Alt Comissariat de les Nacions Unides per als Drets Humans, amb vista a garantir el respecte dels drets humans del poble sahrauí occidental. El Consell, que era molt vocal sobre les violacions dels drets humans a altres parts del món, havia decidit romandre callat en el cas del Sàhara Occidental. Aquest "doble estàndard" significava que les decisions del Consell sovint no es prenien seriosament.